# Auðunar þáttr vestfirska
Auðunar þáttr vestfirska (La historia de Auðun de los Westfjords) es un relato corto (o þáttr) conservado en tres versiones distintas como parte de la saga de Harald III de Noruega (Haraldr inn harðráði Sigurðsson, r. 1047-66), como secciones de Morkinskinna y Flateyjarbók como los más importantes entre otros compendios. Ha sido traducido muchas veces y forma parte de varias antologías, siempre admirada por la belleza de su contenido, Gwyn Jones considera que es «la más simple <…> pero la mejor y más perfecta de los þættir islandeses jamás escritos».

## Sinopsis
Auðun es un pobre colono de Islandia de los fiordos occidentales, una de las regiones más inhóspitas de la isla y en un momento decide capturar a un oso polar como regalo para Svend II de Dinamarca (Sveinn Úlfsson, r. 1047-74/76)
Auðun se obstina en su tarea aunque debe relacionarse en la corte del rey Harald, en continuo conflicto con Svend, y decide peregrinar a Roma. La determinación de Auðun, audacia y humildad son claves para ganarse el respeto de los dos reyes y gracias a él, también la confianza entre ellos. 
Pese al momento, circunstancias y personajes, el trabajo se considera una ficción histórica.